# سرانجام (ترانه)
«سرانجام» (به انگلیسی: At Last) تک‌آهنگی از هنرمند اهل ایالات متحده آمریکا اتا جیمز است که در سال ۱۹۶۰ میلادی منتشر شد.